# Jaïr Tjon En Fa

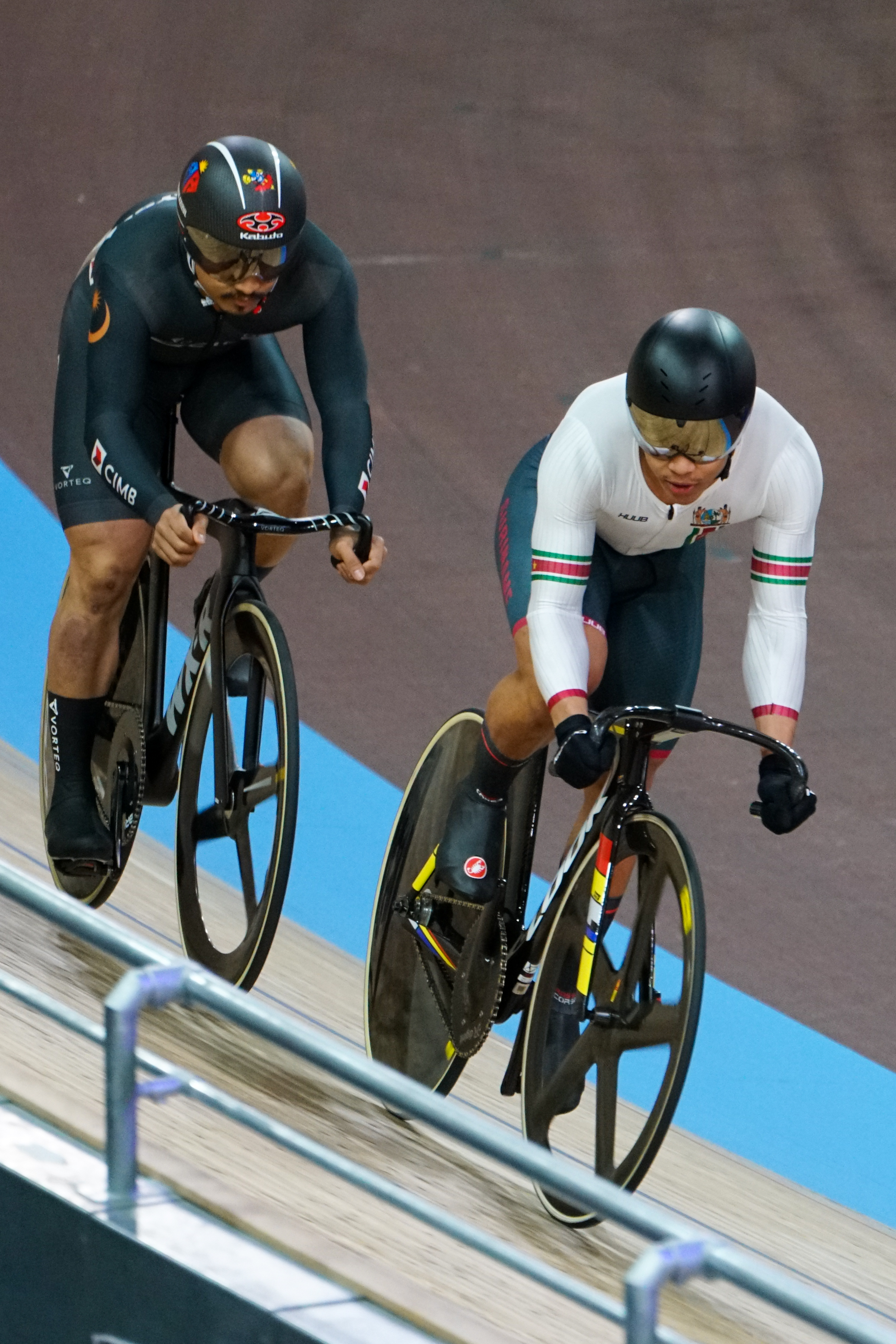
En Fa (vorn) im Achtelfinale des Sprint-Wettbewerbs bei der Bahn-WM 2020 in Berlin gegen Azizulhasni Awang aus Malaysia

Jaïr Tjon En Fa (* 19. Oktober 1993 in Paramaribo) ist ein surinamischer Radrennfahrer, der auf Bahn und Straße aktiv ist.

## Sportliche Laufbahn
Jaïr Tjon En Fa begann 2007 mit dem Radsport. Im Jahr darauf wurde er zweifacher surinamischer Junioren-Meister, im Straßenrennen und im Einzelzeitfahren. 2009 errang er in der Elite-Klasse den Titel des surinamischen Straßenmeisters; im Einzelzeitfahren belegte er Platz vier. Bei den Inter-Guiana Games gewann er gemeinsam mit Moses Rickets, Murvin Arumjo und Nigel Sloot das Mannschaftszeitfahren und das Straßenrennen der Junioren.
2011 wurde Tjon En Fa Florida-Meister im Keirin. 2012 startete er bei einem Sprint-Turnier im Omnisport im niederländischen Apeldoorn und belegte bei hochkarätiger internationaler Besetzung Rang zwei hinter dem Deutschen Sebastian Döhrer. Im selben Monat gewann er in Amsterdam den Grand Prix Jan Derksen, vor den Niederländern Hylke van Grieken und Rigard van Klooster, nachdem er schon in der Qualifikation über 200 Meter die schnellste Zeit gefahren war. 2014 errang er im Sprint bei den Zentralamerika- und Karibikspielen die Bronzemedaille und 2016 die Silbermedaille bei den panamerikanischen Meisterschaften. 2017 errang er Sprint-Bronze bei den Panamerikameisterschaften und 2019 erneut Silber.
2021 wurde Jaïr Tjon En Fa für die Teilnahme an den Olympischen Spielen in Tokio nominiert, wo er im Sprint und im Keirin an den Start ging. Tjon En Fa war neben dem Schwimmer Renzo Tjon-A-Joe einer von zwei Olympiateilnehmern aus Suriname in Tokio. Er belegte im Keirin Rang vier und war damit nach dem Schwimmer Anthony Nesty, der bei den Olympischen Spielen 1988 Gold errang, der erste Surinamer, der ein Olympiafinale erreichte. Bei den Panamerikaspielen 2023 holte er hinter Nicholas Paul aus Trinidad und Tobago Silber im Sprint und damit die erste Medaille für Suriname bei panamerikanischen Meisterschaften nach 24 Jahren.
2024 wurde Tjon En Fa für die Teilnahme an den Olympischen Spielen in Paris nominiert.

## Diverses
Tjon En Far lebt und trainiert abwechselnd in Apeldoorn und in den Vereinigten Staaten. Das Angebot, die niederländische Staatsangehörigkeit anzunehmen, lehnte er ab.

## Erfolge
2008
- Surinamischer Junioren-Meister – Straßenrennen, Einzelzeitfahren

2009
- Inter-Guiana Games – Straßenrennen (Junioren)
- Inter-Guiana Games – Mannschaftszeitfahren (Jugend) (mit Moses Rickets, Murvin Arumjo und Nigel Sloot)
- Surinamischer Meister – Straßenrennen

2014
- Zentralamerika- und Karibikspiele – Sprint

2016
- Panamerikanische Meisterschaft – Sprint

2017
- Panamerikameisterschaft – Sprint

2019
- Panamerikameisterschaft – Sprint

2022
- Panamerikameisterschaft – Sprint

2023
- Panamerikaspiele – Sprint
- Panamerikameisterschaft – Keirin
- Panamerikameisterschaft – Sprint